# ЦЕР-20

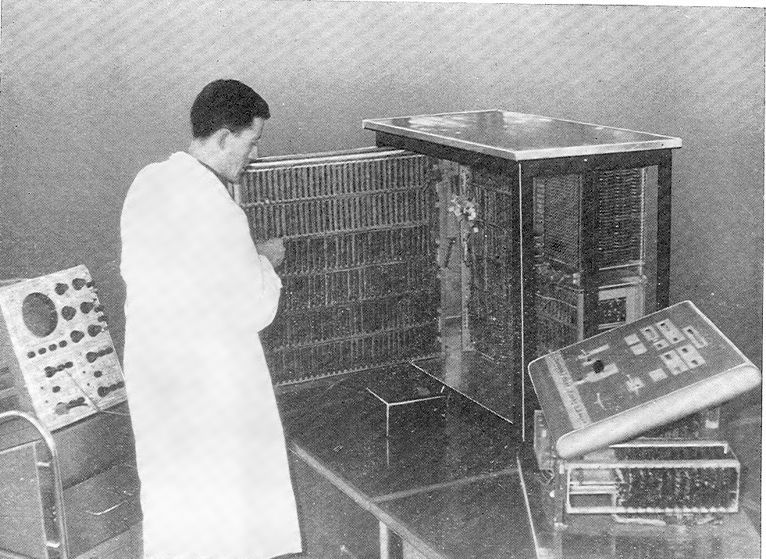
ЦЕР-20 в ходе сборки

ЦЕР-20 (серб. Цифарски Електронски Рачунар, модел 20) — прототип югославского цифрового компьютера, сборка которого велась в 1964 году в институте Михаила Пупина. Разработчиком выступил профессор Тихомир Алексич.
ЦЕР-20 служил как «электронная счетоводческая машина» (серб. elektronska knjigovodstvena mašina / електронска кнjиговодствена машина) для хозяйственных нужд предприятия ЕИ Ниш, а также использовался некоторыми банками для обработки данных посетителей. Разрабатывался одновременно с компьютером ЦЕР-30 (автор — профессор Неделько Парезанович), созданным для нужд компании RIZ (Загреб). ЦЕР-20 использовался до начала 2000-х годов.